# الطبقة الاجتماعية في الولايات المتحدة
تشير الطبقة الاجتماعية في الولايات المتحدة إلى فكرة تجميع الأمريكيين حسب بعض مقاييس الوضع الاجتماعي، وعادة ما تكون هذه المقاييس اقتصادية. قد تشير أيضًا إلى الحالة الاجتماعية أو الموقع. تعد فكرة إمكانية تقسيم المجتمع الأمريكي إلى طبقات اجتماعية محط جدل، وتتواجد العديد من الأنظمة الطبقية المتنافسة.
يؤمن العديد من الأمريكيين بنظام طبقي اجتماعي يتكون من ثلاث مجموعات أو طبقات مختلفة، وتضم الأغنياء الأمريكيين، والطبقة المتوسطة الأمريكية، والفقراء الأمريكيين. تقترح النماذج الأكثر تعقيدًا ما يصل إلى مستويات من الطبقية، وتتضمن مستويات مثل الطبقة العليا الأسمى والطبقة العليا والطبقة المتوسطة العليا والطبقة المتوسطة والطبقة المتوسطة الدنيا والطبقة الدنيا والطبقة المتوسطة الدنيا الأدنى. يختلف آخرون بالرأي فيما يتعلق بالبناء الأمريكي للطبقة الاجتماعية بأكمله. تجمع معظم تعريفات الهيكل الطبقي أعضاءها وفقًا للثروة والدخل والتعليم ونوع المهنة والعضوية في التسلسل الهرمي أو وفق ثقافة فرعية محددة أو شبكة اجتماعية. لا تركز معظم مفاهيم الطبقة الاجتماعية الأمريكية على العرق أو الإثنية بصفتها سمة داخل نظام التقسيم الطبقي، على الرغم من ارتباط هذه العوامل بها ارتباطًا وثيقًا.
اقترح علماء الاجتماع دينيس غيلبرت وويليام تومسون وجوزيف هيكي وجيمس هنسلين أنظمة طبقية تضم ست طبقات اجتماعية مختلفة. تتميز هذه النماذج الطبقية بفئة عليا أو رأسمالية تضم الأغنياء وأصحاب النفوذ، وطبقة متوسطة عليا تضم محترفين متعلمين وأثرياء، وطبقة متوسطة تضم أفرادًا متعلمين جامعيين يعملون في صناعات الياقات البيضاء، وطبقة متوسطة دنيا تضم أنصاف محترفين حاصلين على بعض التعليم الجامعي، وطبقة عاملة مكونة من رجال دين وعمال الياقات الزرقاء ذوي الأعمال الروتينية للغاية، وطبقة دنيا مقسمة بين العمال الفقراء والعاطلين عن العمل من الطبقة تحت الدنيا.

## الزراعة

### عمال المزارع
قبل التحول الصناعي، كان «المزارعون ملاك الأرض» - أصحاب الأراضي المستقلين سياسيًا والمكتفين ذاتيًا - يشكلون نسبة كبيرة من سكان البلاد. نجحت ديمقراطية جيفرسون وديمقراطية جاكسون في تأمين مزيد من الحقوق السياسية للمزارعين هؤلاء، وتوسيع المدى الجغرافي للأمة لتزويدهم بالمزارع. بلغ هذا الأمر ذروته مع القانون العقاري (قانون المزارع) لعام 1862 الذي قدم مئات الآلاف من المزارع المجانية. قبل عام 1865، كانت المزارع الجنوبية الكبيرة تستخدم العبيد. بعد التحرر، قدم نظام المزارعة والزراعة المستأجرة لكل من البيض والسود في الجنوب وضعًا شبه مستقل للمزارعين الذين لا يمتلكون أراضهم الخاصة. في الأزمنة المعاصرة، يؤدي العمال الزراعيون المهاجرون، ومعظمهم من المكسيكيين، الأعمال الميدانية وأعمال التعبئة.

### المزارعون
يعمل نحو 0.7% فقط من سكان الولايات المتحدة في القطاع الزراعي. يعد معظمهم من مالكي المزارع المستقلة. مع هيمنة الطبقة الاجتماعية الأمريكية، تقلص التعداد الكلي لهذه المجموعة خلال القرن العشرين، إذ زادت ملكيات المزارع زيادة كبيرة، وأصبحت العمليات الزراعية أكثر اعتمادًا على الآلات، وهاجر معظم السكان إلى المناطق الحضرية.
هيمن القطاع الزراعي بصورة رئيسية في الوقت الحاضر على سمات الأعمال والصناعة عمومًا. في الاستخدام المعاصر، يطلق لقب «المزارع» على الشخص الذي يمتلك مزرعة ويديرها، وتكون في الغالب مؤسسة تجارية كبيرة؛ وينتمي «عمال الزراعة» أو «عمال المزارع»، الذين يؤدون العمل الفعلي المرتبط بالزراعة، إلى الطبقات الدنيا عادةً؛ ويكونون أغلب الأحيان من المهاجرين الفقراء فقرًا مدقعًا أو عمال المزارع المهاجرين. في هذا الصدد، تعكس الزراعة الأعمال التجارية الكبيرة، حالها حال أي مؤسسة، تمتلك المزرعة مالكين (قد يكونون عائلة أو شركة)، ومدراء يتقاضون رواتبًا، ومشرفين، ومراقبين وعمال.
مع تناقص عدد المزارع باطراد، باتت المزارع العائلية المتواضعة النموذجية هي الاستثناء، لأن الزراعة الصالحة للبقاء أصبحت مقتصرة على الأعمال التجارية الزراعية؛ وباتت المبالغ الكبيرة من رأس المال المطلوبة لتشغيل مزرعة تنافسية تحتاج تنظيمًا واسع النطاق. يقع ملاك الأراضي الكبار في سنترال فالي وكواتشيلا فالي ووادي إمبريال في كاليفورنيا ضمن الطبقة العليا. لا يعد «الدخل» بالمعنى التقليدي معيارًا دقيقًا لقياس الثروة بين المزارعين، إذ إنهم يحافظون على دخلهم الرسمي منخفضًا عادةً عن طريق وضع أصولهم في الشركات الزراعية بدلًا من سحب الأموال مباشرة. تعد الصورة النمطية للفقراء والمزارعين المهمشين الذين «يكسبون لقمة العيش» من عرق جبينهم، متأصلة بعمق في أذهان معظم الأمريكيين عبر الفولكلور والأفلام وحتى نصوص التاريخ، وحلت الأعمال التجارية الزراعية الآن محلها إلى حد كبير، إذ اشترت حصصهم ووحدت ممتلكاتهم.

## الطبقة والصحة
كان للدخل أيضًا تأثير كبير على الصحة، إذ تمتع أصحاب الدخل المرتفع بإمكانية وصول أفضل إلى مرافق الرعاية الصحية، ومتوسط أعلى للعمر المتوقع، ومعدل وفيات رضع منخفض ووعي صحي متزايد. في عام 2006، قسم باحثو هارفارد الولايات المتحدة إلى «ثماني دول أمريكية».
يتراوح متوسط العمر المتوقع بين 84.9 سنة للأمريكيين الآسيويين الذين بلغ متوسط دخل الفرد منهم 21,566 دولارًا، إلى 71.1 عامًا للأمريكيين الأفارقة في المناطق الحضرية بمتوسط دخل فردي يبلغ 14,800 دولار.
علاوة على ذلك، شهدت الولايات المتحدة تزايد الوعي الصحي بين الأشخاص ذوي المكانة الاجتماعية الأعلى، حالها حال دول ما بعد الصناعة الأخرى. تبين أن الأشخاص ذوي المكانة الأعلى أقل عرضة للتدخين، وأكثر ممارسة للرياضة المنتظمة، وكانوا أكثر وعيًا بنظامهم الغذائي. بالإضافة إلى ذلك، تبين أن الأمريكيين الأفقر أكثر ميلًا نحو استهلاك الأغذية المعالجة منخفضة الجودة. يمكن للمرء بالتالي أن يستنتج أن الوضع الاجتماعي والاقتصادي المنخفض يساهم في احتمالية إصابة الشخص بالسمنة.

## الطبقة والسياسة
يبقى الدخل أحد المؤشرات الرئيسية للطبقة، لأنه يعكس عمومًا التحصيل العلمي بالإضافة إلى المهنة. يمكن ملاحظة سمات مميزة شائعة في المواقف السياسية لدى الأفراد المقيمين في أسر ذات دخل مختلف. على سبيل المثال، خلال الانتخابات الرئاسية في الولايات المتحدة عام 2000، كانت نسبة إقبال الناخبين المنتمين إلى الـ 26% الأعلى دخلًا أسريًا بمبلغ يتجاوز 75,000 دولار أعلى بنسبة 27% من المتوسط.